# Volby do Evropského parlamentu ve Francii 2009
Volby do Evropského parlamentu ve Francii proběhly ve dnech 6.-7. června 2009 (první den však hlasovaly pouze zámořské departementy). Na základě výsledků voleb zasedlo v Evropském parlamentu 72 francouzských zástupců.

## Volební obvody

Rozvržení mandátů dle volebních obvodů

V rámci Francie bylo ustanoveno 8 volebních obvodů s následující rozvržením mandátů:
- Nord-Ouest ("Severozápad") (Basse-Normandie, Haute-Normandie, Nord-Pas-de-Calais, Picardie), 10 mandátů
- Ouest ("Západ") (Bretaň, Pays de la Loire, Poitou-Charentes), 9 mandátů
- Est ("Východ") (Alsace, Bourgogne, Champagne-Ardenne, Franche-Comté, Lotrinsko), 9 mandátů
- Massif central-Centre (Auvergne, Centre-Val de Loire, Limousin), 5 mandátů
- Sud-Ouest ("Jihozápad") (Aquitaine, Languedoc-Roussillon, Midi-Pyrénées), 10 mandátů
- Sud-Est ("Jihovýchod") (Korsika, Provence-Alpes-Côte d'Azur, Rhône-Alpes), 13 mandátů
- Île-de-France (Paříž a okolí), 13 mandátů
- Outre-mer (tj. zámořské departementy), 3 mandáty

## Výsledky voleb
Následující tabulka znázorňuje výsledky voleb podle oficiálních informací Archivováno 10. 6. 2009 na Wayback Machine. francouzského Ministerstva vnitra. Strany jsou řazeny podle získaných mandátů.
| Strana                                                                              | Frakce v EP | Hlasy      | v %    | Mandáty | +/-  |
| ----------------------------------------------------------------------------------- | ----------- | ---------- | ------ | ------- | ---- |
| Svaz pro lidové hnutí, Union pour un mouvement populaire                            | EPP         | 4 799 908  | 27,88  | 29      | + 12 |
| Socialistická strana, Parti socialiste                                              | PES         | 2 838 160  | 16,48  | 14      | - 17 |
| Evropa Ekologie, Europe Écologie                                                    | EG-EFA      | 2 803 759  | 16,28  | 14      | + 8  |
| Demokratické hnutí, Mouvement démocrate                                             | ALDE        | 1 455 841  | 8,46   | 6       | - 5  |
| Levicová fronta, Front de gauche Koalice zámořských stran, Alliances des Outre-Mers | EUL-NGL     | 1 115 021  | 6,48   | 5       | + 2  |
| Národní fronta, Front national                                                      |             | 1 091 691  | 6,34   | 3       | - 4  |
| Nová antikapitalistická strana, Nouveau Parti anticapitaliste                       |             | 840 833    | 4,88   | 0       | 0    |
| Libertas                                                                            |             | 826 357    | 4,80   | 1       | - 2  |
| Nezávislá ekologická aliance, Alliance écologiste indépendante                      |             | 625 375    | 3,63   | 0       | 0    |
| Vzhůru republiko !, Debout la République                                            |             | 304 585    | 1,77   | 0       | 0    |
| Dělnický boj, Lutte ouvrière                                                        |             | 205 975    | 1,20   | 0       | 0    |
| Ostatní celkem                                                                      |             | 311 109    | 1,81   | 0       | 0    |
| Prázdné obálky a neplatné hlasy                                                     |             | 773 547    |        | -       | -    |
| Celkem                                                                              | /           | 17 218 614 | 100,00 | 72      | -6   |